# Овен Латимор
Овен Латимор (англ. Owen Lattimore) (29 липня 1900, Вашингтон, США — 31 травня 1989, Провіденс, Род-Айленд, США) — американський історик, сходознавець, публіцист.

## Життєпис
Народився 29 липня 1900 року у Вашингтоні, США. Дитинство провів у Тяньцзині, де батьки (Дейвід та Марґарет) викладали англійську мову.